# Whit Masterson

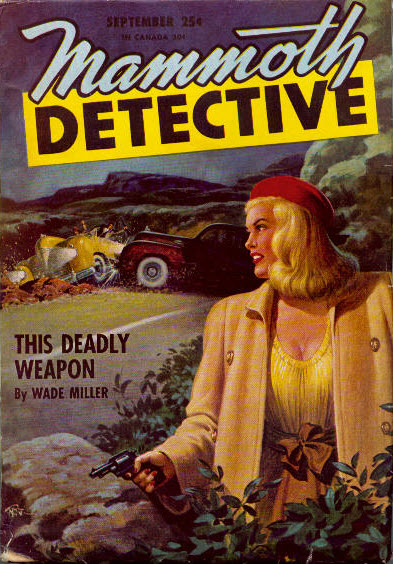
This Deadly Weapon av Wade Miller i Mammoth Detective från september 1946.

Whit Masterson är ett författarnamn för de två amerikanska författarna Robert Allison "Bob" Wade (född 8 juni 1920, död 30 september 2012) och H. Bill Miller (född 11 maj 1920, död 21 augusti 1961). Wade och Miller skrev även under flertalet andra författarnamn, bland annat Wade Miller och Will Daemer.
Wade och Miller skrev tillsammans över 30 romaner, av vilka flera blev omarbetade till film. Deras roman Nattens ondska (Badge of Evil) från 1956 stod som förlaga till filmen En djävulsk fälla (Touch of Evil) från 1958, regisserad av Orson Welles.